# (33906) 2000 KL81
2000 KL81 (asteroide 33906) é um asteroide da cintura principal. Possui uma excentricidade de 0.23062190 e uma inclinação de 6.59546º.
Este asteroide foi descoberto no dia 26 de maio de 2000 por Spacewatch em Kitt Peak.